# 土居義岳
土居 義岳（どい よしたけ）は、日本の建築史家。工学博士（東京大学・1990年）。九州大学名誉教授。

## 年譜
- 1979年 東京大学工学部建築学科卒業
- 1983〜1987年 フランス政府給付留学生（パリ・ラ・ヴィレット国立建築学校、パリ＝ソルボンヌ大学）
- 1988年 フランス政府公認建築家
- 1989年 東京大学大学院博士課程満期退学
- 1990年 東京大学より工学博士の学位を取得
- 1990年 東京大学建築学科助手
- 1992年 九州芸術工科大学環境設計学科助教授
- 2003年 九州大学芸術工学部教授
- 2019年 九州大学名誉教授
- 日本建築学会賞（論文、2021）、日本建築学会著作賞（2018）

## 旧土居研究室
九州芸術工科大学と九州大学にまたがる。建築史の研究室。それでも設計を志望する学生が多い。OBにはSDレビュー賞入選者がのべ5名。百枝優、佐々木翔、佐藤信、隈翔平など。

## 主要な著作
- 『古典主義時代の建築ミッション ジャック・Ｖ・ガブリエル論草稿』ブイツーソリューション、2024
- 『空想の建築史』左右社、2022
- 『ニワは西洋中心主義の終りか？』土居義岳×日埜直彦, GA JAPAN, 174, pp.31-43, 2021
- 『建築時事放談2020 MONUMENT』藤森照信×土居義岳, GA JAPAN, 166, pp.72-85, 2020
- 『建築の聖なるもの 宗教と近代建築の精神史』東京大学出版会、2020（日本建築学会賞（論文）、2021）
- 『世界建築史15講』共著、彰国社、2019
- 『知覚と建築 クロード・ペロー「五種類の円柱」とその読解史』中央公論美術出版2017（日本建築学会著作賞、2018）
- 『パリという首都風景の誕生』共著（第Ⅱ部第三章「首都パリの霊性の場---パンテオンとサクレ＝クール」(pp.163-189)の執筆）、上智大学出版会、2014
- 『絆の環境設計 21世紀のヒューマニズムをもとめて』編著、九州大学出版会、2014
- "Pour un vocabulaire de la spacialité --The 43rd International Research Symposium", International Research Center for Japanese Studies, 2013（共著）
- 『近代日本の郊外住宅地』共著（「高見住宅とその背景」(pp.475-486)を執筆）、鹿島出版会、2010
- 『建築史攷』共著、中央公論美術出版、2009
- 『建築と植物』共著、五十嵐太郎編、INAX出版、2008
- "JA 65 Parallel Nippon", 共著、新建築社、2007
- 『アカデミーと建築オーダー』中央公論美術出版、2005
- 『建築オーダーの意味』J.Onians著、共訳（日高、土居他）、中央公論美術出版、2004
- 『対論・空間表現の現在 建築をめぐる30人との知的冒険』共著、京都造形芸術大学編、角川学芸出版、2003
- 『パリ都市計画の歴史』P.ラヴダン著、翻訳、中央公論美術出版、2002
- 『対論 建築と時間』磯崎新、土居義岳、岩波書店、2000
- 『都市、建築空間の場所性（都市を巡るオギュスタンベルク連続対談）』共著、宮城大学、2001
- 『近代日本の郊外住宅地』共著、鹿島出版会、2000
- 『建築キーワード』監著、住まいの図書館出版局、1999
- 『日本の現代建築を考える○と×Ⅰ』共著（「第6回 高松伸：メテオプラザ」(pp.132-p.157)、「第9回 妹島和世・西沢立衛：マルチメディア工房」(pp.204-223)の鼎談を担当）、A.D.A. Edita Tokyo、1998
- 『図説世界建築史（13, 14）新古典主義・19世紀建築(1,2)』ロビン・ミドルトン、ディヴィド・ワトキン著、翻訳、本の友社、1998、2002
- 『建築が残った 近代建築の保存と再生』共著、磯崎新編著、岩波書店、1998
- 『建築MAP北九州』共著、TOTO出版、1998
- 『妹島和世読本---1998』共著, A.D.A. Edita Tokyo, 1998
- "Contemporary Japanese Architecture: 1985-1996", 共著, The Japan Foundation, Architectural Institute of Japan, 1997
- 『言葉と建築』建築技術、1997
- 『新建築臨時増刊 現代建築の軌跡』共著、新建築社、1995（「若者」の季節、新しい建築表現の噴出とその評価をめぐって」(p.323)、「TheYear of Isozaki、磯崎新のステイトメント」(p.370)、「新しい建築の背景としての思想と哲学」(p.390)、「地域主義的建築の脚光とその背景」(p.426)、「モダニズムv.s.ポストモダニズム」(pp.432-433)、「ネクサスワールド----福岡、トウキョウ、西洋という3者の出会いとミスマッチの構図」(p.499)の執筆を担当）
- 『ギャラリー間 叢書01 ジャン・ヌーベル リュミエール---光---』共著、TOTO出版、1995（「ジャン・ヌーヴェル、すなわち媒介する建築」（pp.66-69）を執筆）
- 『世界美術全集14 北方ルネサンス』共著（「北方ルネサンスの建築」(pp.325-334)、および図版解説(pp.445-449)の執筆を担当）、小学館、1995
- "Arata Isozaki Opere e progetti", Electa, Milano, 1994（ Arata Isozaki e la cultura giapponese (pp.11-32)の章の執筆を担当）
- 『 世界美術全集19 新古典主義と革命期美術』共著（「グランド・ツアーと建築」(pp.335-339)と図版解説(pp.297, 300, 301, 302, 303, 304, 419, 420)の執筆を担当）、小学館、1993
- 『明治の洋館100選』共著、講談社、1992
- 『生活デザイン論』共著、建帛社、1994
- 『よみがえる明治の東京----東京一五区写真集』（共著）、角川書店、1992
- 『建築ガイド② パリ』レンゾ・サルバドリ著、翻訳、丸善、1991
- 『日本の現代建築[1958-1984]』共著、講談社、1984
- 『世界建築事典』N・ペブスナー著、共訳、鹿島出版会、1984
- 『キーワード50(1)建築思潮の脈絡をたどる用語』共著、建築知識、1981

## 主要なコンセプト
- 「学」としての建築 ／ 修士論文『建築におけるアカデミズム』1981が相当。1970年代、アメリカの建築界は1860年代から1920年代までのいわゆる「アメリカン・ボザール」を史実としてレビューしていた。ミドルトンらのいくつかの重要な文献がでている。この趨勢をとらえ、建築史はかならずしも前衛からみつのではなく、保守・後衛からみなければ全貌はわからないという革新のもと、ル・コルビュジエらが批判したボザール、さらにはその前身である王政記の王立建築アカデミーを研究対象とすることを考えた。そこで建築をひとつの学問体系としてとらえ、その変遷を追うことを考えたのであった。
- 「保守からの建築」 ／ 博士論文『建築におけるアカデミズム』1990が相当。ソルボンヌ大学に提出して受理されていたDEA論文を母体として、王立建築アカデミーにおける建築オーダー比例理論の検討プロセスを明らかにした。アカデミーの1673年から1893年までの議事録を分析し、あるテーマがそれぞれの年に何回の会合で検討されたかという、データの数量的編年をベースにして、それぞれのテーマが集中している時期をあきらかにした。そしておおまかには3期にわけられること、それぞれの時期の建築理論パラダイム、を明らかにした。そののち『アカデミーと建築オーダー』(2005)としてまとめた。
- 言語論的転回と建築 ／ 『言葉と建築』が相当。現代思想にはアンテナをはっているつもりであったので、現代思想における言語論的転回には関心があった。また1980年代のフランス留学のとき、さきの研究方法論「学としての建築」からも、17世紀は「建築事典」がいくつか編纂されていることの重要性に気がついた。すなわち「学」の知的基盤として辞典・事典はきわめて重要であり、それを制度的に整備したのがフランス17世紀であった。また19世紀は「様式」の、20世紀は「空間」の時代であったことはだれでも気がつく。『言葉と建築』(1997)は現代思想の傾向からはおおきく遅れてはいるが、エイドリアン・フォーティの『言葉と建物』（原著2000、邦訳2005、原タイトル"Words and Building"を『言葉と建築』と訳すのは無理がある）にはかなり先行している。『建築キーワード』ではたんなる技術的な辞典とはせず、批評性をこめた知的な悪魔辞典をめざした。
- 時間と建築 ／ 『建築と時間』は、磯崎論を書いて欲しいという建築雑誌編集者の要請におうじて書いたもの。木村敏『時間と自己』などから着想をえている。建築は「空間」を指標として語られるべきであるという近代建築史の常套をくつがえして、「時間」を指標として語り直そうというもの。
- 知覚と建築 ／ 17世紀に書かれたクロード・ペロー「五種類の円柱」は、20世紀後半になっても重要な論考が書かれ続ける重要な文献である。すなわちペローの建築理論を分析することは、17世紀理解にとどまらず、17世紀から21世紀までの建築全般を理解するために必須である。『知覚と建築』は、ペロー「五種の円柱」の邦訳、ペロー理論についての近年の代表的な論考の解題、そして著者によるペローの解題、ペローの解題の解題、という、テキストが重層的に書かれてゆく西洋の言語空間そのものを摘出しようとした。
- 「聖なるもの」と建築 ／ 最近20年ほどの宗教学の発展に留意しつつ、近代建築のなかにも全般的に宗教的なインスピレーションが強いことを指摘している。そのなかで「歴史からの脱出」などポレミカルなテーマを扱った。また19世紀フランスにおける、社会の世俗化、歴史的建造物の保全、近代建築理論が相互に密接な関係をたもちつつ展開したことを述べている。
- 「近代」の時代確定と「産官学」 ／ 日本の学界・業界では、近代とは20世紀初頭の近代建築運動以降であるとか、英語圏ではModern Architectureというにもかかわらず「モダニズム建築」などという用語に固執する。しかし事実に着目すれば事態はシンプルである。すなわち、「産」＝一括建設請負業はいつからか、また建築家の職能団体はいつからか、「官」＝本格的な建築行政はいつからか、「学」＝大学制度に準拠した建築の高等教育はいつからか、を指標にすれば、イギリスやフランスにおける1830年代が時代の分水嶺であったことは明らかである。したがって近代建築はここ200年というのが、この建築史家の立脚点である。また世界建築史を考える場合、すべての国がこの産官学体制を満たせるわけではないことにも留意しなければならない。